# Brott (mekanik)
Denna artikel handlar om den mekaniska termen brott. Se också Brott (olika betydelser).
Ett brott är en bristning i ett fast material, och som uppkommer när en pålagd kraft orsakar spänning i materialet. Brott sker när den tillförda energin är lika med energin som frisläpps i samband med brottet. Beroende på materialets egenskaper kan brottet bli ett sprödbrott eller ett segbrott. Vid ett segbrott deformeras materialet innan brottet sker, som ett tuggummi som dras ut och sedan brister. Vid ett sprödbrott sker brottet utan deformation, som när en polkagrisstång bryts av.
Ett brott uppkommer vanligen kring någon form av defekt i materialet, där spänningarna blir extra stora. Defekten kan vara en svag punkt i materialets struktur, såsom fel i kristallstrukturen, en por i materialet, en skarv eller något annat. Brottspänningar bildas runt svagheten, som utvecklas till en spricka, där sedan den kritiska spänningen kan leda till ett brott.

## Brottmekaniska egenskaper
För att definiera ett materials brottmekaniska egenskaper beräknar man bland annat:
- Brottsegheten, KIc
- Draghållfastheten